# 2014년 치복 납치 사건
2014년 치복 납치 사건(영어: 2014 Chibok kidnapping)은 2014년 4월 14일 ~ 4월 15일 밤에 약 276명의 나이지리아 보르노주 치복에 위치한 공립 중등 학교(Government Secondary School) 여학생들이 납치당한 사건이다. 이 사건은 나이지리아 북동쪽에 기반을 둔 이슬람 극단주의 테러리스트 단체인 보코 하람이 저질렀다.